# NGC 2741
NGC 2741 este o radiogalaxie situată în constelația Racul. A fost descoperită în 28 martie 1864 de către Albert Marth.